# Igor Gruppman

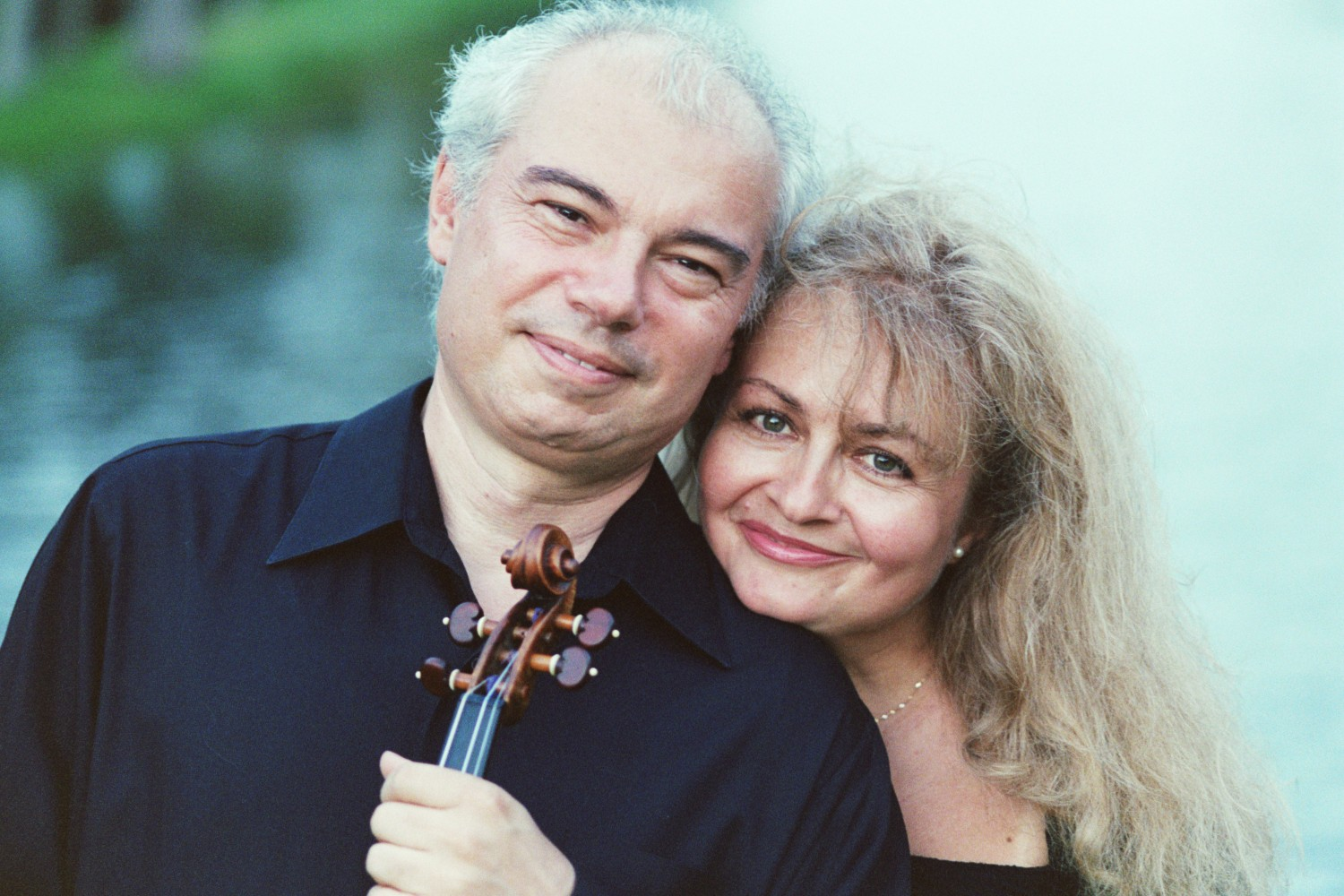
Igor Gruppman

Igor Gruppman (* 4. Juli 1956 in Kiew) ist Violinist und Dirigent. Er ist seit 2003 der Chefdirigent des Orchestra at Temple Square in Salt Lake City (Utah, USA). Im Mai 2009 wurde Igor Gruppman von Valery Gergiev als künstlerischer Leiter des neu gegründeten Mariinsky Stradivary Orchestra berufen. Er ist zurzeit ebenfalls Konzertmeister des Rotterdams Philharmonisch Orkest.

## Leben
Gruppman gab in der Kiewer Philharmonie 1967 sein Debüt. Er schloss seine Ausbildung am Moskauer Konservatorium ab; dort studierte er bei Leonid Kogan und Mstislav Rostropovich. Später war Jascha Heifetz sein Lehrer an der USC School of Music in Los Angeles.
Im Jahr 1979 emigrierte Gruppman mit seiner Familie in die USA und heiratete dort Vesna Stefanovich-Gruppman, die er in Moskau während des Studiums kennengelernt hatte.
Igor Gruppman war Konzertmeister der San Diego Symphony von 1988 bis 1995. Er arbeitete ebenfalls als Konzertmeister beim London Symphony Orchestra zwischen 1995 und 1998. Überdies war er Associate Conductor des Florida Philharmonic Orchestra.
Er gewann 1993, gemeinsam mit seiner Frau, einen Grammy Award für die Aufnahme von Malcolm Arnolds Concerto for Two Violins op. 77.
Igor Gruppman und seine Frau lehrten von 1997 bis 2003 an der Brigham Young University. 1997 war Gruppman Gast-Konzertmeister des Royal Philharmonic Orchestra in London.
Er unterrichtete überdies zwanzig Jahre in Folge jeweils beim Idyllwild Arts Summer Program in Kalifornien.
Im Jahr 2003 gründeten die Gruppmans das Gruppman International Violin Institute mit dem Ziel, durch den Einsatz neuer Technologien wie Skype weltweit unabhängig von Ort und Zeit Studenten und Schüler zu unterrichten.
2004 wurde Igor Gruppman als Konzertmeister an das Rotterdamer Philharmonieorchester berufen. Gruppman hat eine Professur für Violine am CODARTS, dem Rotterdamer Konservatorium, inne.